# Pismo rong
Pismo rong, pismo lepcza – alfabet sylabiczny używany do zapisywania języka lepcza w Sikkimie i Bhutanie.

## Historia
Pismo rong wywodzi się z pisma tybetańskiego. Zgodnie z tradycją zostało opracowane w XVII lub XVIII w. Wczesne manuskrypty w tym języku pisane były pionowo, co może świadczyć o wpływach chińskich lub mongolskich.

## Charakterystyka

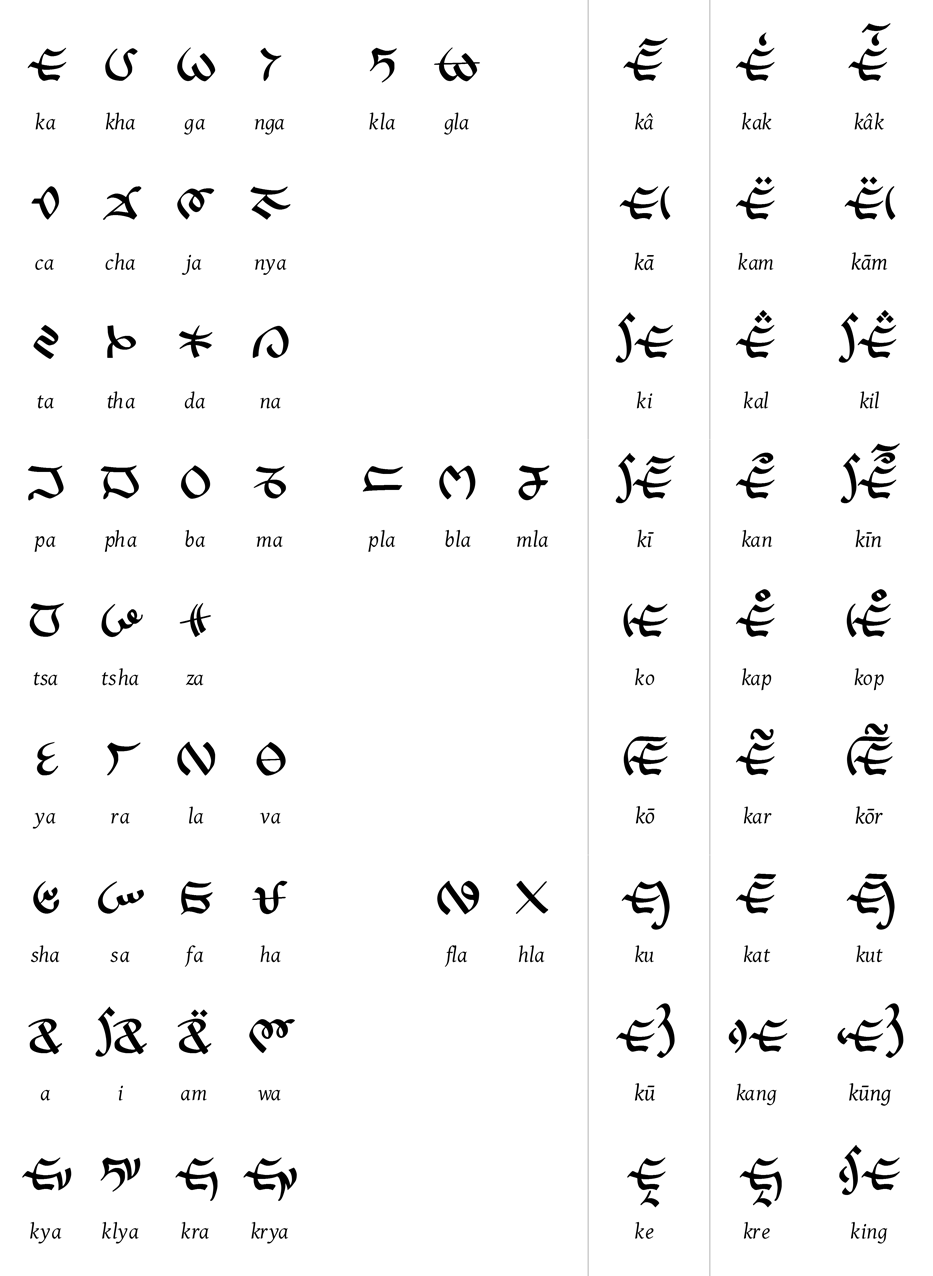
Pismo lepcza. Kolumnami: spółgłoski, samogłoski; sylaby.

Jak w innych abugidach pochodzenia indyjskiego, podstawą systemu pisma jest sylaba, zapisywana jako spółgłoska z domyślną samogłoską „a”. Inne samogłoski zapisuje się za pomocą znaków diakrytycznych umieszczanych przed, po, nad lub pod spółgłoską. Zmiana kierunku pisma z pionowego na poziome pociągnęła za sobą modyfikację zbitek spółgłoskowych w stosunku do pierwotnej formy tybetańskiej.